# Colin Richardson
Colin Richardson es un productor británico. Ha trabajado en unos 80 discos, la mayoría de hard rock/heavy metal. Grupos con los que ha trabajado son:
- Bullet for My Valentine
- Cannibal Corpse
- Disincarnate
- Gorguts
- Canker
- Carcass
- The Chameleons
- Chimaira
- Cradle of Filth
- Crash
- DevilDriver
- Eluveitie
- Fear Factory
- Fightstar
- Five Pointe O
- Funeral for a Friend
- God Forbid
- Gorefest
- Hamlet
- InMe
- Kill The Lights
- Machine Head
- Napalm Death
- Roadrunner United
- Sepultura
- Sikth
- Sinister
- Slipknot
- S.O.B.
- The Exploited
- Tarja Turunen
- Trivium
- Wednesday 13